# Битумная улица (Самара)
Би́тумная у́лица — находится в Советском районе городского округа Самара между Южным проездом и Балаковской улицей. Пересекает улицу Промышленности и Ясский переулок.

## Этимология годонима
До 1952 года улица Битумная называлась Пятой Толевой улицей

## Почтовые индексы
- 443017[2]

## Здания и сооружения
- № 3 — «Текстиль Декор», «Европроект-Самара», «Автолэнд» и другие организации
- № 5А — ветеринарная клиника

## Транспорт
По Битумной улице не идут никакие маршруты общественного транспорта.